# Campionat de Catalunya de natació - 100 metres braça
Els 100 metres braça és una prova del Campionat de Catalunya de natació que es realitza des de la temporada 1947 en categoria masculina i 1926 en categoria femenina, organitzada per la Federació Catalana de Natació (FCN). Històricament era la prova més ràpida de la modalitat de la braça, fins l'aparició en el calendari dels 50 metres braça.
Les primeres proves de braça del Campionat de Catalunya en categoria masculina foren els 200 i els 400 metres braça. En categoria femenina, en canvi, la primera prova disputada va ser els 100 metres, que es disputà entre 1926 i 1931. Es van disputar quatre edicions i les vencedores foren Maria Lluïsa Vigo i Carme Soriano i Tresserra, ambdues del CN Barcelona, guanyant dos títols cadascuna. L'any següent, les noies van començar a competir en els 200 metres braça i no es tornà a competir en les 100 braça fins a l'any 1947, aquest cop en categoria masculina i victòria de Francesc Andreu del Natació Barcelona. Entre 1953 i 1966 deixà de disputar-se novament, amb l'excepció de l'any 1960, que va veure el triomf de Guillem Alsina i Soto i Maria Teresa Viñals, tots dos del CNB. No fou fins a l'any 1967 quan la prova tornà al calendari de la competició de forma definitiva. Josep Duran i Noguera, del Sabadell, guanyà en homes i Maria Teresa Salvà Valls, també del Sabadell, en dones.
Fins a l'any 2023, Jessica Vall i Montero és la nedadora amb més triomfs a la prova amb 9 campionats, seguida de Javiera Salcedo i Ana de la Hera Canta, ambdues amb 5 campionats. En categoria masculina el molinenc Francesc Pardo Brucart guanyà el campionat en 6 ocasions, seguit del vigatà Marc Capdevila Pons amb 5.

## Historial

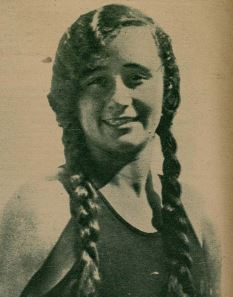
Maria Lluïsa Vigo fou la primera campiona de Catalunya dels 100 metres braça.

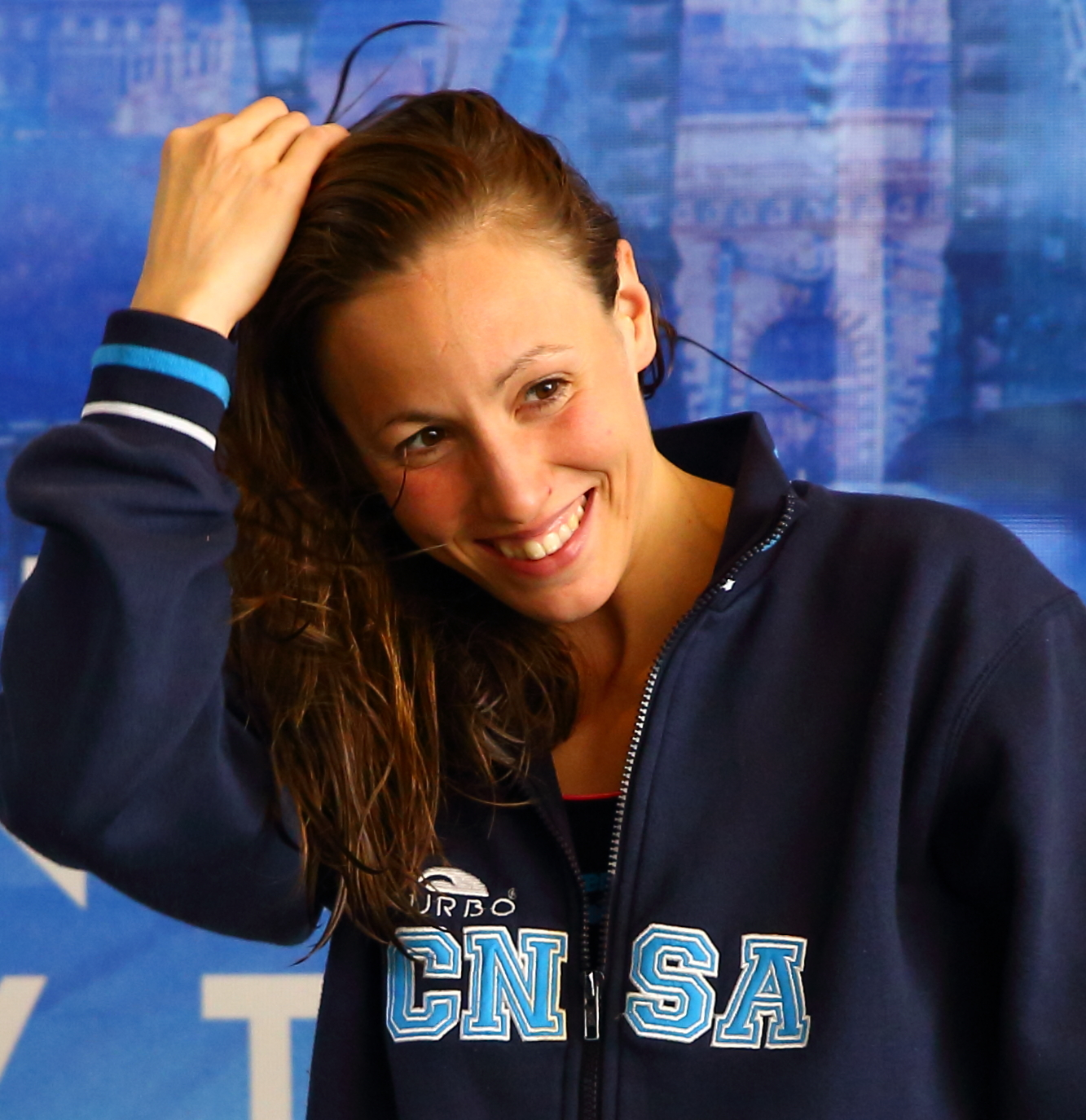
Jessica Vall guanyà nou campionats consecutius entre 2014 i 2022.

| Edició                                              | Data    | Competició masculina               | Competició masculina               | Competició masculina               | Competició femenina             | Competició femenina             | Competició femenina             | refs.       |
| Edició                                              | Data    | Campió                             | Club                               | Temps                              | Campiona                        | Club                            | Temps                           | refs.       |
| --------------------------------------------------- | ------- | ---------------------------------- | ---------------------------------- | ---------------------------------- | ------------------------------- | ------------------------------- | ------------------------------- | ----------- |
| IX                                                  | 1926    | la prova masculina començà el 1947 | la prova masculina començà el 1947 | la prova masculina començà el 1947 | Maria Lluïsa Vigo               | CN Barcelona                    | 2:08.2                          | [ 2 ] [ 3 ] |
| X                                                   | 1927    | la prova masculina començà el 1947 | la prova masculina començà el 1947 | la prova masculina començà el 1947 | N/D                             | N/D                             | N/D                             | [ 2 ] [ 3 ] |
| XI                                                  | 1928    | la prova masculina començà el 1947 | la prova masculina començà el 1947 | la prova masculina començà el 1947 | Maria Lluïsa Vigo               | CN Barcelona                    | 1:47.3                          | [ 2 ] [ 3 ] |
| XII                                                 | 1929    | la prova masculina començà el 1947 | la prova masculina començà el 1947 | la prova masculina començà el 1947 | N/D                             | N/D                             | N/D                             | [ 2 ] [ 3 ] |
| XIII                                                | 1930    | la prova masculina començà el 1947 | la prova masculina començà el 1947 | la prova masculina començà el 1947 | Carme Soriano                   | CN Barcelona                    | 1:48.8                          | [ 2 ] [ 3 ] |
| XIV                                                 | 1931    | la prova masculina començà el 1947 | la prova masculina començà el 1947 | la prova masculina començà el 1947 | Carme Soriano                   | CN Barcelona                    | 1:45.0                          | [ 2 ] [ 3 ] |
| XV                                                  | 1932    | la prova masculina començà el 1947 | la prova masculina començà el 1947 | la prova masculina començà el 1947 | no es disputà entre 1932 i 1959 | no es disputà entre 1932 i 1959 | no es disputà entre 1932 i 1959 | [ 2 ] [ 3 ] |
| XVI                                                 | 1933    | la prova masculina començà el 1947 | la prova masculina començà el 1947 | la prova masculina començà el 1947 | no es disputà entre 1932 i 1959 | no es disputà entre 1932 i 1959 | no es disputà entre 1932 i 1959 | [ 2 ] [ 3 ] |
| XVII                                                | 1934    | la prova masculina començà el 1947 | la prova masculina començà el 1947 | la prova masculina començà el 1947 | no es disputà entre 1932 i 1959 | no es disputà entre 1932 i 1959 | no es disputà entre 1932 i 1959 | [ 2 ] [ 3 ] |
| XVIII                                               | 1935    | la prova masculina començà el 1947 | la prova masculina començà el 1947 | la prova masculina començà el 1947 | no es disputà entre 1932 i 1959 | no es disputà entre 1932 i 1959 | no es disputà entre 1932 i 1959 | [ 2 ] [ 3 ] |
| XIX                                                 | 1936    | la prova masculina començà el 1947 | la prova masculina començà el 1947 | la prova masculina començà el 1947 | no es disputà entre 1932 i 1959 | no es disputà entre 1932 i 1959 | no es disputà entre 1932 i 1959 | [ 2 ] [ 3 ] |
| no es disputà entre 1937 i 1938 per la Guerra Civil |         |                                    |                                    |                                    |                                 |                                 |                                 |             |
| XX                                                  | 1939    | la prova masculina començà el 1947 | la prova masculina començà el 1947 | la prova masculina començà el 1947 | no es disputà entre 1932 i 1959 | no es disputà entre 1932 i 1959 | no es disputà entre 1932 i 1959 | [ 2 ] [ 3 ] |
| XXI                                                 | 1940    | la prova masculina començà el 1947 | la prova masculina començà el 1947 | la prova masculina començà el 1947 | no es disputà entre 1932 i 1959 | no es disputà entre 1932 i 1959 | no es disputà entre 1932 i 1959 | [ 2 ] [ 3 ] |
| XXII                                                | 1941    | la prova masculina començà el 1947 | la prova masculina començà el 1947 | la prova masculina començà el 1947 | no es disputà entre 1932 i 1959 | no es disputà entre 1932 i 1959 | no es disputà entre 1932 i 1959 | [ 2 ] [ 3 ] |
| XXIII                                               | 1942    | la prova masculina començà el 1947 | la prova masculina començà el 1947 | la prova masculina començà el 1947 | no es disputà entre 1932 i 1959 | no es disputà entre 1932 i 1959 | no es disputà entre 1932 i 1959 | [ 2 ] [ 3 ] |
| XXIV                                                | 1943    | la prova masculina començà el 1947 | la prova masculina començà el 1947 | la prova masculina començà el 1947 | no es disputà entre 1932 i 1959 | no es disputà entre 1932 i 1959 | no es disputà entre 1932 i 1959 | [ 2 ] [ 3 ] |
| XXV                                                 | 1944    | la prova masculina començà el 1947 | la prova masculina començà el 1947 | la prova masculina començà el 1947 | no es disputà entre 1932 i 1959 | no es disputà entre 1932 i 1959 | no es disputà entre 1932 i 1959 | [ 2 ] [ 3 ] |
| XXVI                                                | 1945    | la prova masculina començà el 1947 | la prova masculina començà el 1947 | la prova masculina començà el 1947 | no es disputà entre 1932 i 1959 | no es disputà entre 1932 i 1959 | no es disputà entre 1932 i 1959 | [ 2 ] [ 3 ] |
| XXVII                                               | 1946    | la prova masculina començà el 1947 | la prova masculina començà el 1947 | la prova masculina començà el 1947 | no es disputà entre 1932 i 1959 | no es disputà entre 1932 i 1959 | no es disputà entre 1932 i 1959 | [ 2 ] [ 3 ] |
| XXVIII                                              | 1947    | Francesc Andreu                    | CN Barcelona                       | 1:23.8                             | no es disputà entre 1932 i 1959 | no es disputà entre 1932 i 1959 | no es disputà entre 1932 i 1959 | [ 2 ] [ 3 ] |
| XXIX                                                | 1948    | Jordi Herrera                      | CN Barcelona                       | 1:23.5                             | no es disputà entre 1932 i 1959 | no es disputà entre 1932 i 1959 | no es disputà entre 1932 i 1959 | [ 2 ] [ 3 ] |
| XXX                                                 | 1949    | Josep Abella González              | CN Catalunya                       | 1:20.2                             | no es disputà entre 1932 i 1959 | no es disputà entre 1932 i 1959 | no es disputà entre 1932 i 1959 | [ 2 ] [ 3 ] |
| XXXI                                                | 1950    | Javier Alberti Cimiano             | CN Barcelona                       | 1:17.0                             | no es disputà entre 1932 i 1959 | no es disputà entre 1932 i 1959 | no es disputà entre 1932 i 1959 | [ 2 ] [ 3 ] |
| XXXII                                               | 1951    | Josep Abella González              | CN Catalunya                       | 1:16.8                             | no es disputà entre 1932 i 1959 | no es disputà entre 1932 i 1959 | no es disputà entre 1932 i 1959 | [ 2 ] [ 3 ] |
| XXXIII                                              | 1952    | Javier Alberti Cimiano             | CN Barcelona                       | 1:16.2                             | no es disputà entre 1932 i 1959 | no es disputà entre 1932 i 1959 | no es disputà entre 1932 i 1959 | [ 2 ] [ 3 ] |
| XXXIV                                               | 1953    | no es disputà entre 1953 i 1959    | no es disputà entre 1953 i 1959    | no es disputà entre 1953 i 1959    | no es disputà entre 1932 i 1959 | no es disputà entre 1932 i 1959 | no es disputà entre 1932 i 1959 | [ 2 ] [ 3 ] |
| XXXV                                                | 1954    | no es disputà entre 1953 i 1959    | no es disputà entre 1953 i 1959    | no es disputà entre 1953 i 1959    | no es disputà entre 1932 i 1959 | no es disputà entre 1932 i 1959 | no es disputà entre 1932 i 1959 | [ 2 ] [ 3 ] |
| XXXVI                                               | 1955    | no es disputà entre 1953 i 1959    | no es disputà entre 1953 i 1959    | no es disputà entre 1953 i 1959    | no es disputà entre 1932 i 1959 | no es disputà entre 1932 i 1959 | no es disputà entre 1932 i 1959 | [ 2 ] [ 3 ] |
| XXXVII                                              | 1956    | no es disputà entre 1953 i 1959    | no es disputà entre 1953 i 1959    | no es disputà entre 1953 i 1959    | no es disputà entre 1932 i 1959 | no es disputà entre 1932 i 1959 | no es disputà entre 1932 i 1959 | [ 2 ] [ 3 ] |
| XXXVIII                                             | 1957    | no es disputà entre 1953 i 1959    | no es disputà entre 1953 i 1959    | no es disputà entre 1953 i 1959    | no es disputà entre 1932 i 1959 | no es disputà entre 1932 i 1959 | no es disputà entre 1932 i 1959 | [ 2 ] [ 3 ] |
| XXXIX                                               | 1958    | no es disputà entre 1953 i 1959    | no es disputà entre 1953 i 1959    | no es disputà entre 1953 i 1959    | no es disputà entre 1932 i 1959 | no es disputà entre 1932 i 1959 | no es disputà entre 1932 i 1959 | [ 2 ] [ 3 ] |
| XL                                                  | 1959    | no es disputà entre 1953 i 1959    | no es disputà entre 1953 i 1959    | no es disputà entre 1953 i 1959    | no es disputà entre 1932 i 1959 | no es disputà entre 1932 i 1959 | no es disputà entre 1932 i 1959 | [ 2 ] [ 3 ] |
| XLI                                                 | 1960    | Guillem Alsina                     | CN Barcelona                       | 1:18.5                             | Maria Teresa Viñals             | CN Barcelona                    | 1:32.6                          | [ 2 ] [ 3 ] |
| XLII                                                | 1961    | no es disputà entre 1961 i 1966    | no es disputà entre 1961 i 1966    | no es disputà entre 1961 i 1966    | no es disputà entre 1961 i 1966 | no es disputà entre 1961 i 1966 | no es disputà entre 1961 i 1966 | [ 2 ] [ 3 ] |
| XLIII                                               | 1962    | no es disputà entre 1961 i 1966    | no es disputà entre 1961 i 1966    | no es disputà entre 1961 i 1966    | no es disputà entre 1961 i 1966 | no es disputà entre 1961 i 1966 | no es disputà entre 1961 i 1966 | [ 2 ] [ 3 ] |
| XLIV                                                | 1963    | no es disputà entre 1961 i 1966    | no es disputà entre 1961 i 1966    | no es disputà entre 1961 i 1966    | no es disputà entre 1961 i 1966 | no es disputà entre 1961 i 1966 | no es disputà entre 1961 i 1966 | [ 2 ] [ 3 ] |
| XLV                                                 | 1964    | no es disputà entre 1961 i 1966    | no es disputà entre 1961 i 1966    | no es disputà entre 1961 i 1966    | no es disputà entre 1961 i 1966 | no es disputà entre 1961 i 1966 | no es disputà entre 1961 i 1966 | [ 2 ] [ 3 ] |
| XLVI                                                | 1965    | no es disputà entre 1961 i 1966    | no es disputà entre 1961 i 1966    | no es disputà entre 1961 i 1966    | no es disputà entre 1961 i 1966 | no es disputà entre 1961 i 1966 | no es disputà entre 1961 i 1966 | [ 2 ] [ 3 ] |
| XLVII                                               | 1966    | no es disputà entre 1961 i 1966    | no es disputà entre 1961 i 1966    | no es disputà entre 1961 i 1966    | no es disputà entre 1961 i 1966 | no es disputà entre 1961 i 1966 | no es disputà entre 1961 i 1966 | [ 2 ] [ 3 ] |
| XLVIII                                              | 1967    | Josep Duran                        | CN Sabadell                        | 1:11.1                             | Maria Teresa Salvà              | CN Sabadell                     | 1:25.2                          | [ 2 ] [ 3 ] |
| XLIX                                                | 1968    | Josep Duran                        | CN Sabadell                        | 1:12.0                             | Rufina Servalls Vidal           | CN Manresa                      | 1:24.6                          | [ 2 ] [ 3 ] |
| L                                                   | 1969    | Josep Duran                        | CN Sabadell                        | 1:11.1                             | Montserrat Carbó                | CN Sabadell                     | 1:26.0                          | [ 2 ] [ 3 ] |
| LI                                                  | 1970    | Pere Balcells                      | CN Olot                            | 1:09.7                             | Àngels Artigas Playà            | CN Sabadell                     | 1:23.8                          | [ 2 ] [ 3 ] |
| LII                                                 | 1971    | Pere Balcells                      | CN Olot                            | 1:10.5                             | Montserrat Carbó                | CN Sabadell                     | 1:24.3                          | [ 2 ] [ 3 ] |
| LIII                                                | 1972    | Esteve Cardellach López            | CN Terrassa                        | 1:15.0                             | Montserrat Carbó                | CN Sabadell                     | 1:23.5                          | [ 2 ] [ 3 ] |
| LIV                                                 | 1973    | Pere Balcells                      | CN Olot                            | 1:10.1                             | Rosa Estiarte                   | CN Manresa                      | 1:23.7                          | [ 2 ] [ 3 ] |
| LV                                                  | 1974    | Pere Balcells                      | CN Olot                            | 1:10.5                             | Margarida Armengol              | CN Barcelona                    | 1:20.8                          | [ 2 ] [ 3 ] |
| LVI                                                 | 1975    | Pere Estrany Calvín                | CN Barcelona                       | 1:13.0                             | Carolina Kun                    | CN Barcelona                    | 1:22.3                          | [ 2 ] [ 3 ] |
| LVII                                                | 1976    | Esteve Cardellach López            | CN Terrassa                        | 1:10.0                             | Maria Teresa Castañer           | CN Atlètic                      | 1:22.5                          | [ 2 ] [ 3 ] |
| LVIII                                               | 1977    | Felip Sánchez Masó                 | GEIEG                              | 1:12.3                             | Montse García Muñoz             | CN Barcelona                    | 1:20.5                          | [ 2 ] [ 3 ] |
| LIX                                                 | 1978    | Francesc Pardo Brucart             | CN Molins Rei                      | 1:09.4                             | Olga Estefanell Mas             | CN Sabadell                     | 1:17.6                          | [ 2 ] [ 3 ] |
| LX                                                  | 1979    | Francesc Pardo Brucart             | CN Molins Rei                      | 1:08.5                             | Laura Flaqué                    | CN Montjuïc                     | 1:18.7                          | [ 2 ] [ 3 ] |
| LXI                                                 | 1980    | Francesc Pardo Brucart             | CN Molins Rei                      | 1:08.9                             | Anna Esteve Garcia              | CN Sant Andreu                  | 1:21.6                          | [ 2 ] [ 3 ] |
| LXII                                                | 1981    | Francesc Pardo Brucart             | CN Molins Rei                      | 1:09.08                            | Ana de la Hera                  | CN Barcelona                    | 1.18.60                         | [ 2 ] [ 3 ] |
| LXIII                                               | 1982    | Miquel Jou Ricart                  | CN Barcelona                       | 1:09.0                             | Ana de la Hera                  | CN Barcelona                    | 1:17.5                          | [ 2 ] [ 3 ] |
| LXIV                                                | 1983    | Francesc Pardo Brucart             | CN Catalunya                       | 1:07.3                             | Ana de la Hera                  | CN Barcelona                    | 1:17.3                          | [ 2 ] [ 3 ] |
| LXV                                                 | 1984    | Francesc Pardo Brucart             | CN Catalunya                       | 1:07.13                            | Ana de la Hera                  | CN Barcelona                    | 1:17.60                         | [ 2 ] [ 3 ] |
| LXVI                                                | 1985    | Jordi Silvestre Sánchez            | CN Montjuïc                        | 1:08.01                            | Ana de la Hera                  | CN Barcelona                    | 1:17.72                         | [ 2 ] [ 3 ] |
| LXVII                                               | 1986    | Ramon Camallonga                   | CN Barcelona                       | 1:06.83                            | Roser Navarro Tàpias            | CN Barcelona                    | 1:15.23                         | [ 2 ] [ 3 ] |
| LXVIII                                              | 1986-87 | Sergi López                        | CN Sant Andreu                     | 1:07.67                            | Sílvia Parera                   | CN Mataró                       | 1:17.76                         | [ 2 ] [ 3 ] |
| LXIX                                                | 1987-88 | Ramon Camallonga                   | CN Barcelona                       | 1:04.78                            | Sílvia Parera                   | CN Sant Andreu                  | 1:14.71                         | [ 2 ] [ 3 ] |
| LXX                                                 | 1988-89 | Ramon Camallonga                   | CN Barcelona                       | 1:04.12                            | Sílvia Parera                   | CN Sant Andreu                  | 1:17.87                         | [ 2 ] [ 3 ] |
| LXXI                                                | 1989-90 | Ramon Camallonga                   | CN Barcelona                       | 1:06.75                            | lolanda Gandía Martínez         | CN Igualada                     | 1:14.69                         | [ 2 ] [ 3 ] |
| LXXII                                               | 1990-91 | Joaquim Fernández                  | CN Sant Andreu                     | 1:06.00                            | Eva Garcia Balastegui           | CN Premià                       | 1:14.18                         | [ 2 ] [ 3 ] |
| LXXIII                                              | 1991-92 | Marc Capdevila Pons                | CN Catalunya                       | 1:07.14                            | Eva Garcia Balastegui           | CN Premià                       | 1:14.58                         | [ 2 ] [ 3 ] |
| LXXIV                                               | 1992-93 | Joaquim Fernández                  | CN Sant Andreu                     | 1:05.50                            | Eva Garcia Balastegui           | CN Catalunya                    | 1:13.08                         | [ 2 ] [ 3 ] |
| LXXV                                                | 1993-94 | Marc Capdevila Pons                | CN Catalunya                       | 1:05.77                            | Marina Cañestro Pallàs          | CN Catalunya                    | 1:14.27                         | [ 2 ] [ 3 ] |
| LXXVI                                               | 1994-95 | Marc Capdevila Pons                | CN Catalunya                       | 1:05.88                            | Lourdes Becerra                 | CN Sabadell                     | 1:14.89                         | [ 2 ] [ 3 ] |
| LXXVII                                              | 1995-96 | Octavi Teixidor Belmonte           | CN Catalunya                       | 1:06.86                            | Mariona Costa Bonjoch           | CN Catalunya                    | 1:15.73                         | [ 2 ] [ 3 ] |
| LXXVIII                                             | 1996-97 | Jordi Taulés Bravo                 | CE Mediterrani                     | 1:07.00                            | Elisabeth Olid Castilla         | CN Sant Andreu                  | 1:16.24                         | [ 2 ] [ 3 ] |
| LXXIX                                               | 1997-98 | Marc Capdevila Pons                | CN Catalunya                       | 1:05.06                            | Lourdes Becerra                 | CN Sabadell                     | 1:14.31                         | [ 2 ] [ 3 ] |
| LXXX                                                | 1998-99 | Sergi Aznar Marín                  | CN Montjuïc                        | 1:05.07                            | Mariona Costa Bonjoch           | CN Catalunya                    | 1:14.08                         | [ 2 ] [ 3 ] |
| LXXXI                                               | 1999-00 | Brenton Cabello                    | CN Sant Andreu                     | 1:04.72                            | Anna Ham-Man Abella             | CN Poble Nou                    | 1:15.75                         | [ 2 ] [ 3 ] |
| LXXXII                                              | 2000-01 | Marc Capdevila Pons                | CN Catalunya                       | 1:05.39                            | Lourdes Becerra                 | CN Sabadell                     | 1:13.51                         | [ 2 ] [ 3 ] |
| LXXXIII                                             | 2001-02 | Aleix Elías Centelles              | CN Sant Andreu                     | 1:04.12                            | Javiera Salcedo                 | CN Catalunya                    | 1:14.34                         | [ 2 ] [ 3 ] |
| LXXXIV                                              | 2002-03 | Aleix Elías Centelles              | CN Sant Andreu                     | 1:04.43                            | Javiera Salcedo                 | CN Catalunya                    | 1:13.39                         | [ 2 ] [ 3 ] |
| LXXXV                                               | 2003-04 | Pablo A. Serra Rollano             | CN Catalunya                       | 1:05.53                            | Javiera Salcedo                 | CN Catalunya                    | 1:14.26                         | [ 2 ] [ 3 ] |
| LXXXVI                                              | 2004-05 | Aleix Elías Centelles              | CN Sant Andreu                     | 1:05.76                            | Sara Pérez Sala                 | CN Atlètic-Barceloneta          | 1:12.18                         | [ 2 ] [ 3 ] |
| LXXXVII                                             | 2005-06 | Javier Sánchez Bri                 | CN Hospitalet                      | 1:05.59                            | Javiera Salcedo                 | CN Sant Andreu                  | 1:12.81                         | [ 2 ] [ 3 ] |
| LXXXVIII                                            | 2006-07 | Sergio Lloret Barea                | CE Mediterrani                     | 1:04.86                            | Berta Cantó Gargallo            | CN Mataró                       | 1:14.20                         | [ 2 ] [ 3 ] |
| LXXXIX                                              | 2007-08 | Melquiades Álvarez                 | CN Sant Andreu                     | 1:05.10                            | Javiera Salcedo                 | CN Sant Andreu                  | 1:13.17                         | [ 2 ] [ 3 ] |
| XC                                                  | 2008-09 | Melquiades Álvarez                 | CN Sant Andreu                     | 1:02.74                            | Cassandra Gimeno                | CN Granollers                   | 1:12.13                         | [ 2 ] [ 3 ] |
| XCI                                                 | 2009-10 | Adam Plutecki                      | CN Terrassa                        | 1:04.21                            | Marina Garcia                   | CE Mediterrani                  | 1:10.60                         | [ 2 ] [ 3 ] |
| XCII                                                | 2010-11 | Fernando Morillas                  | CN Granollers                      | 1:03.49                            | Marina Garcia                   | CE Mediterrani                  | 1:11.20                         | [ 2 ] [ 3 ] |
| XCIII                                               | 2011-12 | Fernando Morillas                  | CN Granollers                      | 1:03.24                            | Concepción Badillo              | CN Sabadell                     | 1:09.34                         | [ 2 ] [ 3 ] |
| XCIV                                                | 2012-13 | Fernando Morillas                  | CN Mataró                          | 1:04.07                            | Marina Garcia                   | CE Mediterrani                  | 1:09.48                         | [ 2 ] [ 3 ] |
| XCV                                                 | 2013-14 | Sergio Garcia Ortiz                | CE Mediterrani                     | 1:04.29                            | Jessica Vall                    | CN Sant Andreu                  | 1:09.50                         | [ 2 ] [ 3 ] |
| XCVI                                                | 2014-15 | Héctor Monteagudo                  | CN Terrassa                        | 1:04.57                            | Jessica Vall                    | CN Sant Andreu                  | 1:09.75                         | [ 2 ] [ 3 ] |
| XCVII                                               | 2015-16 | Alan Cabello                       | CN Sabadell                        | 1:04.14                            | Jessica Vall                    | CN Sant Andreu                  | 1:08.07                         | [ 2 ] [ 3 ] |
| XCVIII                                              | 2016-17 | Àlex Castejón Ramírez              | CN Sabadell                        | 1:03.81                            | Jessica Vall                    | CN Sant Andreu                  | 1:09.20                         | [ 2 ] [ 3 ] |
| XCIX                                                | 2017-18 | Mario Navea Sorando                | CN Sant Andreu                     | 1:02.91                            | Jessica Vall                    | CN Sant Andreu                  | 1:08.67                         | [ 2 ] [ 3 ] |
| C                                                   | 2018-19 | Joan Ballester Puig                | CE Mediterrani                     | 1:03.21                            | Jessica Vall                    | CN Sant Andreu                  | 1:07.75                         | [ 2 ] [ 3 ] |
| CI                                                  | 2019-20 | Joan Ballester Puig                | CE Mediterrani                     | 1:04.18                            | Jessica Vall                    | CN Sant Andreu                  | 1:10.13                         | [ 2 ] [ 3 ] |
| CII                                                 | 2020-21 | Àlex Castejón Ramírez              | CN Sabadell                        | 1:03.68                            | Jessica Vall                    | CN Sant Andreu                  | 1:09.14                         | [ 2 ] [ 3 ] |
| CIII                                                | 2021-22 | Joan Ballester Puig                | CN Sant Feliu                      | 1:04.04                            | Jessica Vall                    | CN Sant Andreu                  | 1:10.22                         | [ 2 ] [ 3 ] |
| CIV                                                 | 2022-23 | Àlex Castejón Ramírez              | CN Sabadell                        | 1:03.63                            | Marina Garcia                   | CN Sabadell                     | 1:09.16                         | [ 2 ] [ 3 ] |